# Obsadka

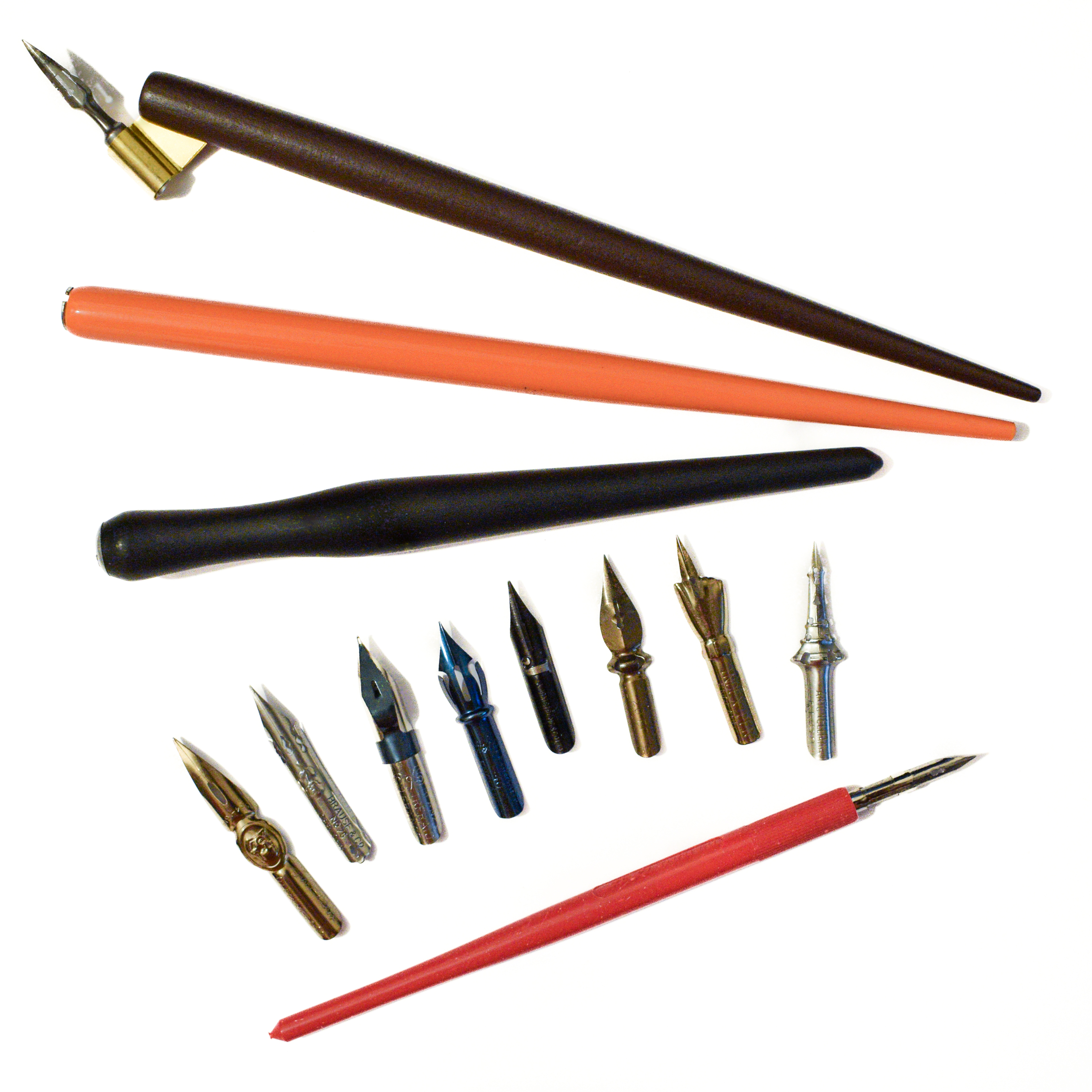
Różne rodzaje obsadek i stalówek

Obsadka (w niektórych regionach Polski nazywana "rączką") – uchwyt do stalówki. Jest to okrągły, czasem spłaszczony na końcu kołek, z kilkumilimetrowym półokrągłym wyżłobieniem na końcu. Wyżłobienie to jest przeznaczone do wciśnięcia i w miarę trwałego obsadzenia w nim stalówki (stąd nazwa). Kształt obsadki bywa bardzo wymyślny i ozdobny, a materiały, z których jest wykonana bywają niekiedy kosztowne. Może być to np., prócz drewna najróżniejszych gatunków, również szkło, metal, róg i kość słoniowa. W XX wieku obsadki powszechnego użycia były wykonywane najczęściej z tworzyw sztucznych.
Pióra złożone z obsadki i stalówki weszły do użycia w XVIII lub XIX w. Później były stopniowo wypierane przez pióra wieczne, ale sporadycznie są używane również obecnie. W wielu szkołach nauczanie sztuki pisania zaczyna się od technik klasycznych z użyciem stalówki, obsadki i kałamarza. Dlatego obsadki ozdabiane są często w sposób zachęcający do ich używania przez kilkuletnie dzieci.